# General Inzovo
General Inzovo (bulgariska: Генерал Инзово) är ett distrikt i Bulgarien.   Det ligger i kommunen obsjtina Tundzja och regionen Jambol, i den centrala delen av landet, 260 km öster om huvudstaden Sofia.
Trakten runt General Inzovo består till största delen av jordbruksmark. Runt General Inzovo är det ganska glesbefolkat, med 25 invånare per kvadratkilometer.